# Mokraď (przystanek kolejowy)
Mokraď – przystanek kolejowy znajdujący się w miejscowości Dolný Kubín w kraju żylińskim na Słowacji.